# Abílio Xavier de Araújo

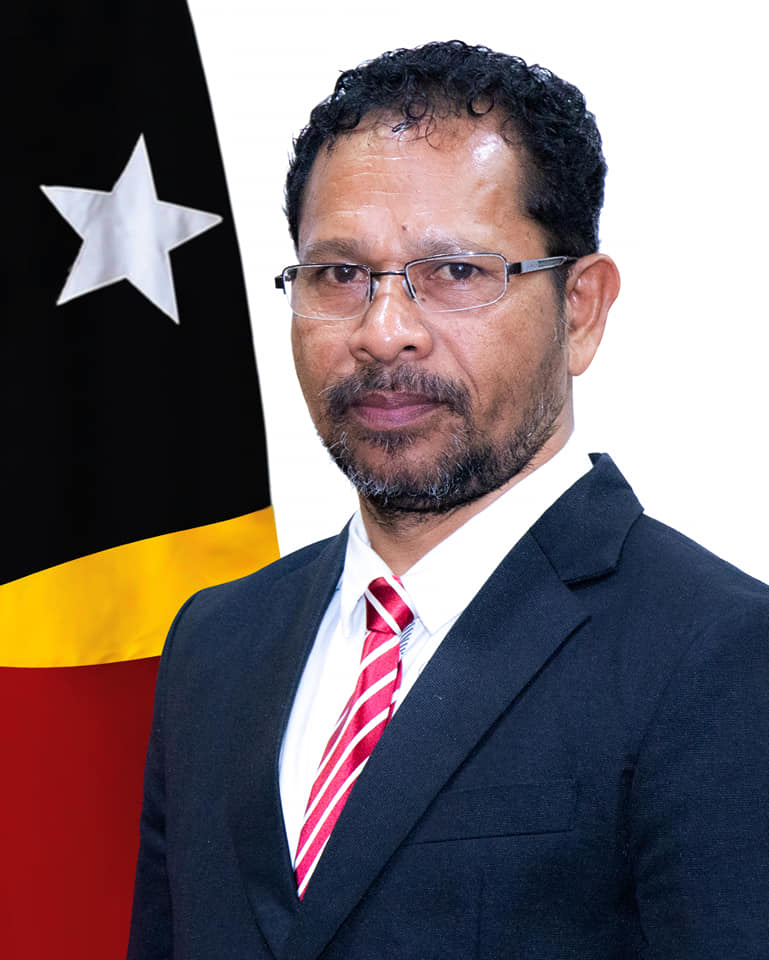
Abílio Xavier de Araújo (2020)

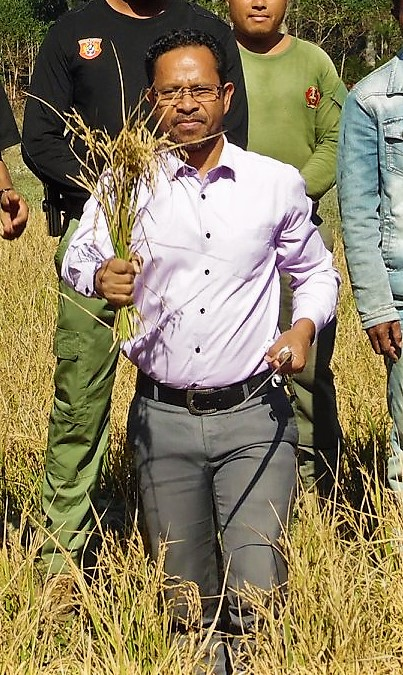
Abílio Xavier de Araújo (2020)

Abílio Xavier de Araújo ist ein osttimoresischer Politiker. Er ist Mitglied der Kmanek Haburas Unidade Nasional Timor Oan (KHUNTO). Am 24. Juni 2020 wurde Araújo im Rahmen der Umbildung der VIII. Regierung zum  stellvertretenden Landwirtschafts- und Fischereiminister vereidigt. Das Amt hatte er bis zum Ende der Legislaturperiode am 30. Juni 2023 inne.